# Giro d'Italia de 1948
Giro d'Italia de 1948 foi a trigésima primeira edição da prova ciclística Giro d'Italia (Corsa Rosa), realizada entre os dias 15 de maio e 1º de junho de 1948.
A competição foi realizada em 21 etapas com um total de 4.164 km.
O vencedor foi o ciclista italiano Fiorenzo Magni. Largaram 77 competidores, cruzaram a linha de chegada 41 corredores.